# Kalafi Moala
Pour les articles homonymes, voir Moala.
Kalafi Moala, né vers 1948, est un journaliste tongien.

## Biographie
Avant de devenir journaliste, il mène une carrière de missionnaire chrétien à Hawaii, à Hong-Kong, au Japon et en Papouasie-Nouvelle-Guinée.
En 1989 il lance l'hebdomadaire Taimi ʻo Tonga (en anglais : The Times of Tonga),. Il est en le rédacteur en chef, l'éditeur et le principal propriétaire (à 80 %). En 1996, il est condamné par le parlement à une peine d'un mois de prison ferme avec son vice-rédacteur en chef Filokalafi ‘Akau’ola pour avoir publié le texte d'une motion de défiance déposée à l'Assemblée législative des Tonga contre le ministre de la Justice Tevita Tupou ; ‘Akilisi Pohiva, le député et militant pour la démocratie qui a déposé la motion et qui en a donné le texte au Taimi ‘o Tonga, est condamné à la même peine. Amnesty International déclare que les trois hommes sont des prisonniers d'opinion et demande leur libération,. Se voyant interdire le papier dans sa cellule, il écrit des articles sur du papier toilette et les remet secrètement à ses visiteurs pour qu'ils soient publiés,. Les trois hommes sont relâchés après vingt-six jours de détention lorsque le président de la Cour suprême des Tonga, Nigel Hampton, dispose que leur arrestation et leur incarcération sont illégales et anticonstitutionnelles.
Le Taimi ʻo Tonga est interdit par le gouvernement tongien en 2003, malgré les protestations de Reporters sans frontières,. L'interdiction est levée en 2004. En 2009, Kalafi Moala achète le Tonga Chronicle, le premier journal de l'histoire du pays, jusque là propriété du gouvernement,. 
En 2014 il lance une station de radio aux Tonga, Leʻo ʻo Tonga (« la voix des Tonga »), sur 88.1 FM et dans son groupe de média Taimi Media Network. Il la définit comme une station « pro-démocratie » par laquelle il entend promouvoir la continuation de la démocratisation des Tonga. Proche du Parti démocrate, il est un conseiller d'‘Akilisi Pohiva qui devient Premier ministre fin décembre 2014. En 2017 toutefois, il publie en une du Taimi ʻo Tonga un appel à la démission du Premier ministre pour « incompétence ».
En 2019, après trente ans de journalisme, il vend ses journaux et sa station de radio pour prendre ce qu'il qualifie de « semi-retraite ». Il devient par la suite le correspondent aux Tonga de Radio New Zealand, et fonde en 2021 le site web de journalisme d'investigation Talanoa ‘o Tonga (« histoires des Tonga », talanoaotonga.to), dont il est le rédacteur en chef,. En mars 2024 il dénonce l'ingérence polituque du roi Tupou VI qui contraint le Premier ministre Semisi Sika à renoncer au poste de ministre de la Défense.
En septembre 2024 il est élu président de la Pacific Islands News Association, association régionale de coopération entre les médias des petits États insulaires du Pacifique.